# Зеленьки (Псковская область)
Зеленьки — деревня в Невельском районе Псковской области России. Входит в состав сельского поселения Артёмовская волость.

## География
Находится в 9 км к юго-востоку от волостной деревни Борки.

## Население
Численность населения деревни на конец 2000 года составляла 11 жителей.